# Государственный совет Люксембурга
Государственный совет Великого герцогства Люксембург (люкс. Staatsrot, фр. Conseil d'État, нем. Staatsrat) — орган государственной власти Люксембурга.

## История
Государственный Совет образован в соответствии с Конституцией 1856 года. После конституционной реформы 13 июня 1989 года, Государственный совет становится независимым институтом и ему посвящается отдельная глава Конституции (V-бис).
Пересмотр конституции 12 июля 1996 года (вступил в силу с 1 января 1997 года) уточнил функции совета.
До 1 января 1997 года, Государственный совет, с одной стороны, выполнял консультативные функции, так как он был призван высказать своё мнение по всем проектам законов, а также по другим вопросам, которые были переданы на его рассмотрение великим герцогом или правительством, а, с другой стороны, выполнял судебные функции, являясь высшим административным судом.
28 сентября 1995 года Европейский суд по правам человека принял решение, что данное положение нарушает Европейскую конвенцию о защите прав человека и основных свобод, так как данный орган совмещает законодательные и судебные функции.
В связи с этим решением, была пересмотрена Конституция, судебные функции были переданы созданным Административному суду и Апелляционному административному суду, а Государственный совет сохранил только консультативные функции. Юрисдикции Государственного совета в качестве консультативного органа была усилена.

## Структура совета

### Председатель
Председатель Государственного совета представляет Государственный совет, обеспечивает надлежащее функционирование совета и является председателем на пленарных заседаниях.
Великий герцог может, если сочтёт необходимым, председательствовать на заседаниях Государственного совета, однако, данной прерогативой они до сих пор не пользовались.
В случае отсутствия Председателя, совет возглавляет один из двух заместителей председателя или старейший по возрасту государственный советник.

### Бюро совета
Бюро состоит из Председателя совета и двух его заместителей. Генеральный секретарь совета присутствует на заседаниях.
Бюро:
- принимает решения по вопросам, связанным с организацией Государственного Совета;
- формирует комиссии;
- рассматривает вопросы о новом законодательстве или новых правилах, касающиеся организации и функционирования совета;
- разрабатывает предложения по бюджету Государственного совета;
- решает иные вопросы деятельности Государственного совета и его Секретариата.

### Комиссии
Комиссии Государственного совета формирует бюро, которое определяет их состав и назначает председателей.
Председатель Государственного совета может формировать специальные комиссии для рассмотрения дел, которые имеют конкретный характер, и назначает его членов.
Каждый Государственный советник может присутствовать, по его собственной инициативе или по просьбе председателя комиссии, на заседания комиссии, членом который он не является. Комиссии могут приглашать для обсуждения рассматриваемых вопросов, с правом совещательного голоса, любого человека, который может пролить свет на рассматриваемое дело (например, членов правительства).
Генеральный секретарь может присутствовать на любом заседании комиссии.
Комиссии несут ответственность за:
- рассмотрение проектов законов и предложений, проектов нормативных правовых актов или указов Великого герцога, поправок к ним;
- инициировать новые законы, новые правила или внесение поправок в существующие законы и правила.

Комиссия может формировать подкомиссии.
Заседания комиссий не являются публичными.

### Пленарные заседания
Пленарные заседания состоят из председателя, двух заместителей председателя и всех других членов Государственного совета (государственных советников) и генерального секретаря.
Пленарные заседания проводятся для:
- утверждения большинством голосов всех проектов. Каждый государственный советник имеет право представить своё особое мнение, которое может поддерживаться одним или несколькими членами и вместе с основным мнением передаётся правительству;
- выдвижения на рассмотрение Великому герцогу кандидатур новых члены Совета, а также Генерального секретаря и должностных лиц;
- принятия предложения по бюджету Государственного Совета;
- рассмотрение мотивированных предложений государственных советников;
- принятия решения об отставке государственного советника.

Бюро Государственного Совета может принять решение о публичности или конфиденциальности заседания.

### Секретариат
Секретариат Государственного совета является аппаратом совета. Его возглавляет Генеральный секретарь и он содействует государственным советникам в их работе.
Может присутствовать на любом заседании комиссии. Он управляет делами Государственного совета.

## Состав совета
Государственный совет состоит из 21 государственного советника. 11 из них должны обладать, по меньшей мере, степенью доктора юридических наук. В это число не входят члены правящей семьи, которые могут быть членами Государственного совета.
Члены Государственного совета должен быть люксембуржцами, пользоваться гражданскими и политическими правами, проживать в Великом герцогстве и быть в возрасте не младше 30 лет. Наследный Великий герцог Люксембурга, однако, может быть назначен в любое время, без соблюдения возрастного ограничения.
Деятельность члена Государственного совета совместима с любой другой деятельностью и должностью, за исключением должности члена правительства и депутата, члена профессионального совета или Экономического и социального совета, судьи и чиновника секретариата Государственного совета.
Члены Государственного Совета назначаются Великим герцогом.
В случае необходимости назначения нового члена Совета, замена осуществляется поочередно, в порядке:
1. по прямому назначению великого герцога;
2. по назначению одного из трех кандидатов, выдвинутых палатой депутатов;
3. по назначению одного из трех кандидатов, выдвинутых Государственным советом.

Несмотря на эти правила, члены правящей семьи по-прежнему назначаются прямым назначением великого герцога.
Члены Государственного совета освобождается от должности великим герцогом. Их можно удалить только после того, как Государственный совет, на пленарном заседании, выслушает информацию о причинах отзыва.
Члены Государственного совета выходят в отставку после 15 лет пребывания в совете или когда они достигают возраста 72 лет.
Великий герцог может распустить Государственный совет. Единственное в истории решение о роспуске Государственного совета было принято в конце Второй мировой войны в 1945 году.
Великий герцог назначает каждый год из числа советников председателя и двух заместителей председателя Государственного совета.
Генеральный секретарь Государственного совета назначается на должность и освобождается от должности решением великого герцога, принятым по предложению Государственного совета.
Члены Государственного совета именуются Государственными советниками.
Пособия членам Государственного совета установлены Регламентом Великого герцога от 15 мая 1997 года. Закон от 29 июля 1988 года (раздел VII) регулирует пенсионные права членов Государственного совета.